# Briac Menoret
Briac Menoret (* 24. November 1994 in Rennes) ist ein französischer Fußballspieler.

## Vereinskarriere
Menoret begann das Fußballspielen bei einem Verein aus der Umgebung von Rennes und gehörte einem weiteren Klub der Region an, bis er 2011 in die Jugendabteilung des Profivereins FC Tours wechselte. Der Spieler gehörte der U-19-Mannschaft von Tours an, als er am 10. Mai 2013 beim Zweitligaspiel gegen den AC Arles-Avignon erstmals im Kader der Profis stand, aber nicht zum Einsatz kam. Am 24. Mai saß er beim 1:2 am letzten Spieltag gegen die AS Monaco erneut auf der Bank und gab mit 18 Jahren sein Profidebüt, als er in der 85. Minute für Thomas Gamiette eingewechselt wurde. Zu Beginn der Saison 2013/14 rückte er von der Jugend in die zweite Mannschaft des FC Tours auf. Zwar lief er für diese regelmäßig auf, doch bestand keine Perspektive auf einen dauerhaften Sprung in die erste Mannschaft. Im Sommer 2014 wechselte er daher zum Viertligisten AS Vitré.

## Nationalmannschaft
Für ein Freundschaftsspiel gegen Deutschland stand Menoret am 22. März 2012 zum ersten Mal für die französische U-18 auf dem Platz. Bei der Partie, die sein einziges Spiel für die Auswahl blieb, wurde er über die vollen 90 Minuten aufgeboten und erreichte mit der Mannschaft einen 3:2-Erfolg.